# Merdja Sidi Abed
Merdja Sidi Abed (em árabe: مرجة سيدي عابد) é uma comuna localizada na província de Relizane, Argélia. De acordo com o censo de 2008, a população total da cidade era de 7 502 habitantes.